# Амбидекстрија
Амбидекстрија је појава способности појединих људи да имају урођену или стечену моћ да једнако вешто користе леву и десну страну свога тела, пре свега, руку. Само око један одсто људи су по природи имају ову способност и називају се амбидекстри. Различити су нивои капацитета и разноврсности појаве амбидекстрије, а најређе се среће у потпуности једнака способност и ефикасност коришћења обе руке.
У савремено доба, често је појава амбидекстрије код особо које су првобитно биле леворуке и које су временом, током детињства преко институција као што су школе, или на пословима где је често неопходно користити десну руку, стекли ову способност. Будући да многи кућни уређаји и алати (као што је отварач за конзерве и маказе) дизајнирани за дешњаке, многи леворуке често из нужде науче да користе десну руку због несташице или недостатка леворуких модела. Тако, леворуки људи имају веће шансе да развију моторику у њиховој не-доминантној десној руци, него дешњаци (који нису изложени лево-фаворизованим уређајима). Код дешњака се дешава да развију ову способност због повреде десне руке. Амбидекстрити су често успешни у активностима које захтевају велику вештину обеју руку, као што су куцања, жонглирање, свирање, хирургија, спорт и борилачким вештинама.
Реч амбидекстер долази од латинских корена Амби — што значи „оба”, и Декстер — што значи „право” или „повољно”. 
Амбидекстер је као термин на енглеском језику првобитно коришћен у правном смислу за поротника који је прихватио мито од обе стране за њихову пресуду. Латинска реч потиче од грчких корена αμφι-δεξιος.